# Francesc Balada i Bosch
Francesc Balada i Bosch (Caldes de Montbui, 21 de febrer de 1957) va ser des de 2015 fins al 2024 director de l'Arxiu Nacional de Catalunya.

## Biografia
Francesc Balada i Bosch va néixer a Caldes de Montbui el 21 de febrer de 1957. L’any 1982 va obtenir la llicenciatura en Geografia i Història, amb especialització en Història General, per la Universitat de Barcelona. Posteriorment, va ampliar els seus coneixements amb un Postgrau d'Organització dels Sistemes de Documentació a l'Empresa, a l'Institut Català de Tecnologia de la Universitat Politècnica (1988) i va cursar el Màster d’Arxivística de la Universitat Autònoma de Barcelona (1988-1989).
Els primers anys de la seva carrera professional, entre 1982 i 1988, va exercir com a docent en diversos centres educatius. Tanmateix, l’any 1988 va canviar el seu perfil professional, incorporant-se a una plaça de tècnic d’arxiver del Departament de Cultura de la Generalitat de Catalunya, adscrita a l’Arxiu Nacional de Catalunya.
Al 1995 va ser nomenat Subdirector de l'Arxiu Nacional de Catalunya, càrrec que va desenvolupar fins l’abril de 2015, moment en què va guanyar la plaça de Director de la institució.
A banda de les seves responsabilitats a l'Arxiu Nacional de Catalunya, Francesc Balada i Bosch ha estat vocal del Patronat de l’Arxiu de la Corona d’Aragó i membre del Consell Assessor de la Facultat de Geografia i Història de la Universitat de Barcelona.